# Нахорусты
Нахорусты (Нохараста, чечен. Нохараста) — покинутый аул в Галанчожском районе Чеченской Республики. Входит в Мелхйистинское сельское поселение.

## География
Аул расположен недалеко от границы Чеченской Республики и Грузии, на правом берегу реки Бастыхи, к югу от районного центра Галанчож.
Ближайшие населённые пункты: на севере — аулы Ценчимехи Бенесты, Икильчи и Терти, на юго-востоке — аул Басты, на юго-западе — аулы Сахани, Джари.

## История
Аул Нахорусты был ликвидирован в 1944 году во время депортации чеченцев. После восстановления Чечено-Ингушской АССР чеченцам было запрещено возвращаться в свои исконные районы: Галанчожский, Шатойский и Итум-Калинский.